# Bekaré
Bekaré est un village de la région de l'Est du Cameroun dans le département de la Kadey. 
Il se trouve plus précisément dans l'arrondissement de Ndelele et le quartier de Kako-Mbessembo.

## Population
En 2005, le village de Bekaré comptait 1 088 habitants dont : 543 hommes et 545 femmes.